# Alfred Laubi

Alfred Laubi (1900)

Alfred Laubi (* 1. September 1846 in Zürich; † 7. Mai 1909 in Wädenswil) war ein Schweizer Eisenbahningenieur.

## Leben
Nach dem Besuch der Volks- und Kantonsschule in Zürich studierte Alfred Laubi von 1863 bis 1865 an der ETH Zürich und, nachdem er in der Folge des Auszugs der Studenten des Polytechnikums nach Rapperswil vom Juli 1864 Zürich verliess, von 1865 bis 1867 an der Technischen Hochschule Stuttgart Ingenieurwissenschaften. In Zürich wurde er Mitglied des Corps Helvetia. In Stuttgart schloss er sich 1867 dem Corps Stauffia an. Nach Abschluss des Studiums ging er zu den Königlich Württembergischen Staats-Eisenbahnen, wo er zwischen 1867 und 1870 beim Bau der Kocherbahn und Enzbahn eingesetzt wurde. In den folgenden drei Jahren war er bis 1873 bei der Generalinspektion der Österreichischen Eisenbahnen Mitarbeiter bei der Trassierung der Eisenbahnstrecken Taus-Tabor als Teil der Böhmisch-Mährischen Transversalbahn, Triest-Laak und Saybusch-Neu-Sandec beschäftigt.
Nach seiner Rückkehr in die Schweiz war Laubi bis Mitte 1874 Kontrollingenieur im Schweizerischen Eisenbahndepartement. Anschliessend leitete er bis zum Sommer 1877 als Oberingenieur den Bau der Tösstalbahn. Von 1877 bis 1879 leitete er in Zivilingenieurbüro in Winterthur und war dann wieder bis 1890 eidgenössischer Kontrollingenieur, zunächst in Bern und später in Luzern. In den folgenden Jahren projektierte er den Bau der Zahnrad vom Pas de l’Échelle bei Veyrier auf den Salève und plante und realisierte die Zahnradbahn von Montreux auf die Rochers de Naye. 1894 wurde er Oberingenieur der Schweizerischen Eisenbahnbank. Bis 1897 realisierte er den Bau der Bahnstrecke Landquart-Chur-Thusis der Rhätischen Bahn.
1897 wurde Laubi zum Direktor der Schweizerischen Südostbahn gewählt, der er bis zu seinem Tod 1909 vorstand. Es gelang ihm, das hoch verschuldete Unternehmen zu sanieren und im Jahr 1900 wieder in die Gewinnzone zurückzuführen.
Ende 1903 wurde Laubi vom Schweizerischen Schulrat ein Lehrauftrag an der ETH Zürich über Eisenbahnbetrieb erteilt. Der Schweizerische Bundesrat entsandte ihn als Vertreter der Eidgenossenschaft in den Verwaltungsrat der Rhätischen Bahn. Beide Ämter müsste er im Herbst 1908 aus gesundheitlichen Gründen niederlegen. Als Bahnsachverständiger fungierte er unter anderem in der Schweiz, im Elsass und in Ungarn. In der Schweizer Armee erreichte er bei den Genietruppen den Dienstgrad Oberstleutnant.